# Greeniella columnifera
Greeniella columnifera är en insektsart som först beskrevs av Green 1922.  Greeniella columnifera ingår i släktet Greeniella och familjen pansarsköldlöss.
Artens utbredningsområde är Sri Lanka. Inga underarter finns listade i Catalogue of Life.